# العلاقات الصينية الليتوانية
العلاقات الصينية الليتوانية هي العلاقات الثنائية التي تجمع بين الصين وليتوانيا.

## مقارنة بين البلدين
هذه مقارنة عامة ومرجعية للدولتين:
| وجه المقارنة                                              | الصين                    | ليتوانيا                                                    |
| --------------------------------------------------------- | ------------------------ | ----------------------------------------------------------- |
| المساحة (كم2)                                             | 9.60 مليون               | 65.30 ألف                                                   |
| عدد السكان (نسمة)                                         | 1.33 مليار               | 2.79 مليون                                                  |
| الكثافة السكانية (ن./كم²)                                 | 138.54                   | 42.73                                                       |
| العاصمة                                                   | بكين                     | فيلنيوس، كاوناس                                             |
| اللغة الرسمية                                             | اللغة الصينية القياسية   | اللغة الليتوانية                                            |
| العملة                                                    | رنمينبي                  | ليتاس ليتواني، يورو                                         |
| الناتج المحلي الإجمالي (بليون دولار)                      | 12.24 تريليون            | 47.17 مليار                                                 |
| الناتج المحلي الإجمالي (تعادل القوة الشرائية) بليون دولار | 19.82 تريليون            | 84.06 مليار                                                 |
| الناتج المحلي الإجمالي الاسمي للفرد دولار أمريكي          | 8.03 ألف                 | 14.15 ألف                                                   |
| الناتج المحلي الإجمالي للفرد دولار أمريكي                 | 13.21 ألف                | 27.69 ألف                                                   |
| مؤشر التنمية البشرية                                      | 0.728                    | 0.839                                                       |
| رمز المكالمات الدولي                                      | +86                      | +370                                                        |
| رمز الإنترنت                                              | .cn، .中国 ‏، .中國 ‏      | .lt                                                         |
| المنطقة الزمنية                                           | توقيت الصين، ت ع م+08:00 | ت ع م+02:00، ت ع م+03:00، أوروبا/فيلنيوس ‏، توقيت شرق أوروبا |

## مدن متوأمة
في ما يلي قائمة باتفاقيات التوأمة بين مدن صينية وليتوانية:
- ترتبط شيامن مع كاوناس باتفاقية توأمة منذ 23 يونيو 2006.[15][15]
- ترتبط تشينغداو مع كلايبيدا باتفاقية توأمة منذ 1 أبريل 2008.[16][16][16][16]
- ترتبط غوانزو مع فيلنيوس باتفاقية توأمة منذ 13 نوفمبر 2009.[17][17][17][17]

## منظمات دولية مشتركة
يشترك البلدان في عضوية مجموعة من المنظمات الدولية، منها:
| علم المنظمة | اسم المنظمة                               | تاريخ انضمام الصين | تاريخ انضمام ليتوانيا |
| ----------- | ----------------------------------------- | ------------------ | --------------------- |
|             | الاتحاد البريدي العالمي                   | ?                  | ?                     |
|             | مؤسسة التنمية الدولية                     | 24 سبتمبر 1960     | 23 سبتمبر 2011        |
|             | يونسكو                                    | 4 نوفمبر 1946      | 7 أكتوبر 1991         |
|             | البنك الدولي للإنشاء والتعمير             | 27 ديسمبر 1945     | 6 يوليو 1992          |
|             | منظمة التجارة العالمية                    | 11 ديسمبر 2001     | ?                     |
|             | المركز الدولي لتسوية المنازعات الاستشارية | 6 فبراير 1993      | 5 أغسطس 1992          |
|             | مجموعة الموردين النوويين                  | ?                  | ?                     |
|             | وكالة ضمان الاستثمار متعدد الأطراف        | 30 أبريل 1988      | 8 يونيو 1993          |
|             | منظمة حظر الأسلحة الكيميائية              | ?                  | ?                     |
|             | مؤسسة التمويل الدولية                     | 15 يناير 1969      | 15 يناير 1993         |
|             | الاتحاد الدولي للاتصالات                  | 1 سبتمبر 1920      | 1 يوليو 1923          |
|             | الأمم المتحدة                             | 25 أكتوبر 1971     | 17 سبتمبر 1991        |
|             | منظمة الشرطة الجنائية الدولية             | ?                  | ?                     |

## وصلات خارجية
- موقع وزارة الخارجية الصينية
- موقع وزارة الخارجية الليتوانية